# Гострокінцеві кондиломи
Гострокінцеві кондиломи є одним з найбільш поширених типів інфекції, що передається статевим шляхом. Принаймні половина всіх сексуально активних людей в якийсь момент життя заразиться вірусом, який викликає появу гострокінцевих кондилом.
Кондиломи порушують цілісність шкіри і слизової області геніталій. Гострокінцеві кондиломи можуть виглядати як невеликі, тілесного кольору утворення або мати зовнішній вигляд, що нагадує цвітну капусту. У багатьох випадках кондиломи занадто малі, щоб бути видимими.
Як і бородавки, які з'являються в інших місцях на тілі людини, кондиломи викликаються вірусом папіломи людини (ВПЛ). Деякі штами ВПЛ (1, 6, 11) викликали появу генітальних бородавок, в той час як інші (16, 18) можуть стати причиною розвитку раку.

## Симптоми
У жінок гострокінцеві кондиломи можуть рости на вульві, вагінальних стінках, області між вульвою і анусом, на шийці матки. Гострокінцеві кондиломи можуть також розвиватися в роті або горлі людини, яка мала оральний секс з інфікованою людиною.
Ознаки та симптоми гострокінцевих кондилом включають:
- Маленькі, тілесного кольору або сірі здуття в області геніталій,
- Кілька кондилом, розташованих близько одна до одної, що мають форму цвітної капусти,
- Сверблячка або дискомфорт в області геніталій,
- Кровотеча під час статевого акту.

Часто гострокінцеві кондиломи можуть бути настільки маленькими і плоскими, що непомітні неозброєним оком. Іноді, однак, загострені кондиломи можуть розмножуватися і утворювати великі гребені, особливо у вагітних жінок.

## Причини
Поява кондилом викликана вірусом папіломи людини (ВПЛ). Існує понад 40 різних штамів ВПЛ, які передаються при сексуальному контакті і специфічно впливають на область статевих органів. У більшості випадків імунна система знищує ВПЛ, і інфекція не розвивається.

### Фактори ризику
Доведено, що в якийсь момент життя принаймні половина всіх сексуально активних людей буде інфікована генітальним ВПЛ. До факторів, що збільшують ризик зараження, відносяться:
- Незахищений секс з кількома партнерами,
- Перенесена раніше інша інфекція, що передається статевим шляхом,
- Секс з партнером, чия сексуальна історія Вам невідома,
- Початок сексуального життя в ранньому віці.